# 霍沃爾巴赫河
50°50′25.64″N 7°26′25.7″E / 50.8404556°N 7.440472°E
霍沃爾巴赫河（德語：Hover Bach），是德國的河流，位於該國西部，處於北萊茵-威斯特法倫州，屬於瓦爾德布勒爾巴赫河的右支流，河道全長5公里，流域面積3.9平方公里。